# Matteo Bianchetti
Matteo Bianchetti (Como, 17 de marzo de 1993) es un futbolista italiano que juega de defensa en la U. S. Cremonese de la Serie A.

## Clubes
| Club                   | País   | Año       |
| ---------------------- | ------ | --------- |
| Inter de Milán         | Italia | 2012-2013 |
| Hellas Verona (cedido) | Italia | 2013      |
| Hellas Verona          | Italia | 2013-2019 |
| Spezia Calcio (cedido) | Italia | 2014      |
| Empoli F. C. (cedido)  | Italia | 2014-2015 |
| Spezia Calcio (cedido) | Italia | 2015      |
| U. S. Cremonese        | Italia | 2019-     |